# Ройзин, Борис Павлович
Бори́с Па́влович (Фа́велевич) Ро́йзин (также Ро́йзен; идиш בערל רױזן‎‎ — Бэрл Ройзн; 21 декабря 1913, Атаки, Сорокский уезд, Бессарабская губерния — 12 августа 1986, Кишинёв) — советский еврейский литературовед и педагог. Писал на идише.

## Биография
Бэрл Ройз(и)н родился в 1913 году в приднестровском местечке Атаки (теперь в Окницком районе Молдовы) в семье резника. По некоторым данным, жил также в соседних Бричанах Хотинского уезда (теперь райцентр Бричанского района Молдовы). Окончил учительскую семинарию при черновицком еврейском школьном объединении (Идишер Шул-Фарэйн), где одновременно с ним обучались будущие литераторы Ихил Шрайбман, Лейзер Подрячик, Меер Харац и Эршл Цельман. Работал учителем еврейского языка и литературы в еврейских школах Черновиц. После присоединения к СССР был принят одним из первых в новосозданную 27 июля 1940 года еврейскую секцию черновицкого отделения Союза писателей Украинской ССР (впоследствии расформирована).
Дебютировал в печати в 1936 году литературоведческими работами в варшавском журнале «Идиш Фар Алэмэн» (Еврейский язык для всех), публиковал работы по еврейской филологии в периодических изданиях Черновиц. В годы Великой Отечественной войны — в действующей армии. После возвращения с фронта преподавал еврейский язык и литературу в еврейской средней школе № 18 в Черновцах — одной из четырёх оставшихся после войны в Советском Союзе еврейских школ. Некоторое время, вплоть до её закрытия в 1948 году, эта школа была единственной еврейской школой страны и Бэрл Ройзн, таким образом, оказался «последним учителем еврейского языка в последней еврейской школе», как он впоследствии с горечью именовал свой незавидный титул. После закрытия школы, окончил филологический факультет Черновицкого университета и преподавал английский язык в школах города. Публиковался в варшавской газете «Фолксштимэ» (Глас Народа), после возобновления еврейской печати (в 1961 году) регулярно сотрудничал с единственным издающимся в стране еврейским журналом «Советиш Геймланд» (Советская Родина); печатался также в парижской газете «Найе Пресэ» (Новая пресса), нью-йоркском журнале «Идише Култур» (Еврейская культура) и в «Биробиджанер Штэрн» (Биробиджанская звезда).
В последующие десятилетия вышли многочисленные работы Ройзена о еврейской тематике в произведениях классиков русской литературы (М. Ю. Лермонтова, М. Е. Салтыкова-Щедрина, А. П. Чехова, Л. Н. Толстого, И. С. Тургенева, Ф. М. Достоевского, В. Г. Короленко, А. И. Куприна, Максима Горького), более современных писателей Миколы Бажана, Григория Кановича и других. Опубликовал работы по эпистолярному наследию Шолом-Алейхема, анализу произведений Бэра Гальперна и Элиэйзера Штейнбарга, переводил на идиш произведения русских, украинских, английских и немецких писателей. Автор методических работ по преподаванию иностранных языков в средней школе.
Бэрл Ройзин до конца жизни жил в Черновцах; был сбит автомобилем при посещении родственников в Кишинёве. Посмертно, в 1988 году в Тель-Авиве вышел сборник филологических трудов, впоследствии переведённый на иврит.

## Монографии
- ליטעראַריש-היסטאָרישע שטודיִעס (литэрариш-hисторише штудиес — литературно-исторические исследования, на идише), И. Л. Перец Фарлаг: Тель-Авив, 1988.
- Демуйот у-Мотивим Ехудиим ба-Сифрут hаРусит (еврейские образы и мотивы в русской литературе, на иврите), Кибуц Шамир, 2003.

## Публикации
- Ройзен, Б. П., Филипченко, И. Г. Кинофильм «Приключение на реке» на уроке английского языка // Иностр. яз. в шк. — 1959. — № 4. — С.88—91.
- Филипченко, И. Г., Ройзен, Б. П. Активизация лексического материала при помощи звукового кино при изучении текста «ЛОНДОН» в VIII классе // Iноземни мови в школi: Збирник з досвиду викладания. — Киев, 1960. — Вип.4. — С.13—18. — (На укр. яз.).
- Филипченко, И. Г., Ройзен, Б. П. Кинофильм «По Индонезии» на уроке английского языка // Иностр. яз. в шк. — 1961. — № 5. — С.51—54.